# Igor Matsipura

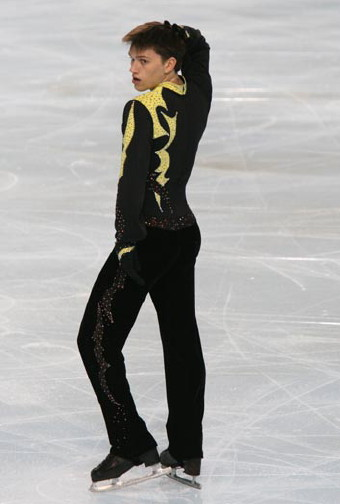
Igor Matsipura

Igor Matsipura (Kiev, 10 april 1985) is een in de Sovjet-Unie geboren en een voor Slowakije uitkomende kunstschaatser.
Matsipura verhuisde als kind naar de Verenigde Staten en nam daar twee keer deel aan een nationaal kampioenschap. In 2005 nam hij deel aan de NK Kunstschaatsen van Slowakije en werd kampioen. De nationale titel behaalde hij ook in 2007 en 2008. Van 2006-2009 nam hij deel aan de Europese kampioenschappen en van 2006-2008 aan de wereldkampioenschappen.
Matsipura is actief als solist en traint bij Christine Binder en Eva Krizkova.

## Persoonlijke records
| records             | punten | datum      | toernooi       |
| ------------------- | ------ | ---------- | -------------- |
| Hoogste totaalscore | 174.94 | 22-03-2007 | WK 2007        |
| Hoogste korte kür   | 61.55  | 14-11-2008 | Trofee Bompard |
| Hoogste lange kür   | 115.03 | 25-10-2008 | Skate America  |

## Belangrijke resultaten
| Kampioenschap          | 2001 | 2002 | 2003 | 2004 | 2005 | 2006 | 2007 | 2008 | 2009 |
| ---------------------- | ---- | ---- | ---- | ---- | ---- | ---- | ---- | ---- | ---- |
| Wereldkampioenschap    |      |      |      |      |      | 27e  | 21e  | 21e  | 24e  |
| Europees Kampioenschap |      |      |      |      |      | 30e  | 17e  | 33e  | 16e  |
| NK Slowakije           |      |      |      |      | Goud |      | Goud | Goud |      |
| NK USA                 | N    |      |      | 8e J |      |      |      |      |      |

 N = novice, J = junioren 